# Qualificazioni al campionato mondiale di calcio 1974 - CONMEBOL
Sono elencate di seguito le date e i risultati della zona sudamericana (CONMEBOL) per le qualificazioni al mondiale di calcio del 1974.

## Formula
10 membri FIFA: si contendono 3,5 posti per la fase finale. Il Brasile è qualificato direttamente come campione in carica.
Rimangono 9 squadre per 2,5 posti disponibili. Le qualificazioni si compongono di 3 gruppi di tre squadre, con partite di andata e ritorno. Le due migliori vincenti si qualificano alla fase finale, mentre la terza peggiore vincente accede allo spareggio contro la peggiore vincente dei gruppi della UEFA.

## Gruppo 1

### Classifica
| Pos. | Squadra  | Pt | G | V | N | P | GF | GS | DR |
| ---- | -------- | -- | - | - | - | - | -- | -- | -- |
| 1.   | Uruguay  | 5  | 4 | 2 | 1 | 1 | 6  | 2  | +4 |
| 2.   | Colombia | 5  | 4 | 1 | 3 | 0 | 3  | 2  | +1 |
| 3.   | Ecuador  | 2  | 4 | 0 | 2 | 2 | 3  | 8  | -5 |

Legenda:

         Qualificato direttamente al campionato del mondo 1974.
Note:
Due punti a vittoria, uno a pareggio, zero a sconfitta.

### Risultati
| Arbitro: | Guerrero |

|           |           |           |
| Ortiz 44’ | Marcatori | 72’ Muñoz |

| Bogotà 24 giugno 1973 | Colombia   | 0 – 0 referto | Uruguay | Estadio Nemesio Camacho (30.000 spett.)\| Arbitro: \| Goicoechea \| |
| Arbitro:              | Goicoechea |               |         |                                                                     |

| Arbitro: | Pestarino |

|           |           |           |
| Muñoz 29’ | Marcatori | 50’ Ortiz |

| Arbitro: | Arppi Filho |

|               |           |                          |
| Estupiñán 35’ | Marcatori | 41’ Espárrago 74’ Morena |

| Arbitro: | Martínez |

|  |           |           |
|  | Marcatori | 71’ Ortiz |

| Arbitro: | Cañete |

|                                     |           |  |
| Morena 4’ 27’ Cubilla 30’ Milar 62’ | Marcatori |  |

Uruguay qualificato alla fase finale.

## Gruppo 2

### Classifica
| Pos. | Squadra   | Pt | G | V | N | P | GF | GS | DR  |
| ---- | --------- | -- | - | - | - | - | -- | -- | --- |
| 1.   | Argentina | 7  | 4 | 3 | 1 | 0 | 9  | 2  | +7  |
| 2.   | Paraguay  | 5  | 4 | 2 | 1 | 1 | 8  | 5  | +3  |
| 3.   | Bolivia   | 0  | 4 | 0 | 0 | 4 | 1  | 11 | -10 |

Legenda:

         Qualificato direttamente al campionato del mondo 1974.
Note:
Due punti a vittoria, uno a pareggio, zero a sconfitta.

### Risultati
| Arbitro: | Rendón |

|             |           |                         |
| Morales 30’ | Marcatori | 41’ Escobar 74’ Insfrán |

| Arbitro: | Pazos |

|                                |           |  |
| Brindisi 30’ 46’ Ayala 66’ 75’ | Marcatori |  |

| Arbitro: | Delgado |

|           |           |           |
| Arrúa 41’ | Marcatori | 33’ Ayala |

| Arbitro: | Coelho |

|  |           |             |
|  | Marcatori | 17’ Fornari |

| Arbitro: | Tejada Burga |

|                                              |           |  |
| Bareiro 10’ Osorio 13’ Insfrán 18’ Arrúa 89’ | Marcatori |  |

| Arbitro: | Hormazábal |

|                           |           |             |
| Ayala 32’ 57’ Guerini 89’ | Marcatori | 22’ Escobar |

Argentina qualificata alla fase finale.

## Gruppo 3
| Pos. | Squadra   | Pt       | G        | V        | N        | P        | GF       | GS       | DR       |
| ---- | --------- | -------- | -------- | -------- | -------- | -------- | -------- | -------- | -------- |
| 1.   | Cile      | 2        | 2        | 1        | 0        | 1        | 2        | 2        | 0        |
| 2.   | Perù      | 2        | 2        | 1        | 0        | 1        | 2        | 2        | 0        |
| –    | Venezuela | Ritirato | Ritirato | Ritirato | Ritirato | Ritirato | Ritirato | Ritirato | Ritirato |

Legenda:

         Allo spareggio.
Note:
Due punti a vittoria, uno a pareggio, zero a sconfitta.

### Risultati
| Arbitro: | Marques |

|               |           |  |
| Sotil 43’ 62’ | Marcatori |  |

| Arbitro: | Barreto |

|                          |           |  |
| Crisosto 68’ Ahumada 71’ | Marcatori |  |

Avendo terminato il girone a pari merito, Cile e Perù disputarono uno spareggio su campo neutro.

### Spareggio
| Arbitro: | Da Rosa |

|                       |           |              |
| Valdés 45’ Farías 58’ | Marcatori | 40’ Bailetti |

## Spareggi intercontinentali
Incontri di andata e ritorno, il vincitore si qualifica.

### Spareggio CONMEBOL-UEFA
Lo spareggio si svolse pochi giorni dopo il colpo di Stato anticomunista in Cile (avvenuto l'11 settembre 1973).
| Data              | Luogo             | Squadra 1        | Risultato          | Squadra 2        |
| ----------------- | ----------------- | ---------------- | ------------------ | ---------------- |
| 26 settembre 1973 | Mosca             | Unione Sovietica | 0 - 0              | Cile             |
| 21 novembre 1973  | Santiago del Cile | Cile             | 2 - 0 (a tavolino) | Unione Sovietica |

Il  Cile accede allo spareggio intercontinentale contro l' Unione Sovietica, peggiore vincente dei gruppi della UEFA. Dopo il pareggio 0-0 all'andata a Mosca, l'URSS rifiutò di giocare l'incontro di ritorno, previsto per il 21 novembre 1973 all'Estadio Nacional de Chile di Santiago, perché la struttura era utilizzata dal regime militare cileno come campo di concentramento e di tortura dei dissidenti dopo il golpe dell'11 settembre. La richiesta sovietica di disputare l'incontro in campo neutro fu respinta dalla FIFA e la squadra non si presentò. I cileni erano regolarmente in campo e la partita ebbe inizio con una sola squadra; dopo la rete siglata nei primi secondi dai cileni (realizzato dal capitano Valdes), l'arbitro interruppe l'incontro che fu dato vinto a tavolino per 2-0 al Cile, qualificandolo per la fase finale del mondiale.

## Statistiche

### Primati
- Maggior numero di vittorie: Argentina (3)
- Minor numero di sconfitte: Argentina, Colombia (0)
- Miglior attacco: Argentina (14 reti fatte)
- Miglior difesa: Argentina, Cile, Colombia, Ecuador, Perù, Uruguay (2 reti subite)
- Miglior differenza reti: Argentina (+9)
- Maggior numero di pareggi: Colombia (3)
- Minor numero di vittorie: Bolivia, Ecuador (0)
- Maggior numero di sconfitte: Bolivia (4)
- Peggiore attacco: Bolivia (1 rete fatta)
- Peggior difesa: Bolivia (11 reti subite)
- Peggior differenza reti: Bolivia (-10)
- Partita con più reti: Uruguay-Ecuador 4-0; Argentina-Bolivia 4-0; Paraguay-Bolivia 4-0

### Classifica marcatori
5 gol
- Rubén Ayala

3 gol
- Willington Ortiz
- Fernando Morena

2 gol
- Miguel Ángel Brindisi
- Washington Muñoz
- Saturnino Arrúa
- Adalberto Escobar
- Jorge Insfrán
- Hugo Sotil

1 gol
- Oscar Fornari
- Carlos Guerini

1 gol (cont.)
- Raúl Morales
- Sergio Ahumada
- Julio Crisosto
- Rogelio Farías
- Francisco Valdés
- Ítalo Estupiñán
- Pedro Bareiro
- Juvencio Osorio
- Héctor Bailetti
- Luis Cubilla
- Víctor Espárrago
- Denis Milar